# Jean-Baptiste Djebbari

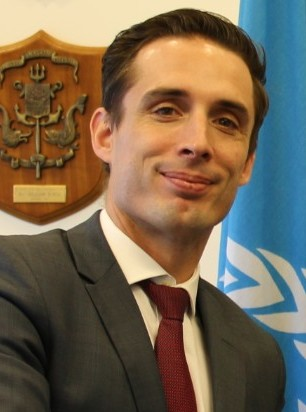
Jean-Baptiste Djebbari (2019)

Jean-Baptiste Djebbari-Bonnet (* 26. Februar 1982 in Melun, Département Seine-et-Marne) ist ein französischer Politiker (LREM). Er war von 2019 bis 2022 Staatssekretär bzw. beigeordneter Minister für Verkehr.

## Leben und Karriere
Djebarris Familie väterlicherseits ist kabylischer Herkunft, sein Urgroßvater kam 1914 nach Frankreich. Jean-Baptiste Djebarri wuchs als Sohn eines Fnac-Verkäufers und einer Hausfrau in Melun auf. Seit seinem 12. Lebensjahr spielt er Rugby. Er absolvierte die École nationale de l’aviation civile (Enac) in Toulouse, wo er als Jahrgangsbester abschloss. 
Anschließend arbeitete er als Fluglotse bei der französischen Luftfahrtaufsicht DGAC und als Pilot von Geschäftsreiseflugzeugen bei NetJets. Zeitweilig kehrte er zur DGAC zurück, wo er für Wirtschaftsentwicklung zuständig war. In dieser Position traf er 2015 erstmals den damaligen Wirtschaftsminister Emmanuel Macron. Bis zu seinem Wechsel in die Politik war er Flugbetriebsdirektor bei der luxemburgischen Gesellschaft Jetfly und daneben als gerichtlicher Sachverständiger für Luftfahrtfragen beim Cour d’appel von Paris tätig.
Auf Vorschlag von Pierre Person trat der zuvor politisch weitgehend unerfahrene Djebbari Macrons neuer Partei La République en Marche (LREM) bei und wurde als Kandidat bei der Parlamentswahl 2017 im 2. Wahlkreis des Départements Vienne aufgestellt. Mit 54 % der Stimmen gewann er die Wahl im zweiten Wahlgang und zog als Abgeordneter in die Nationalversammlung ein. Dort war er bis zu seinem Eintritt in die Regierung 2019 Koordinator der LREM-Fraktion im Ausschuss für nachhaltige Entwicklung und Raumplanung.
Im September 2019 wurde er zum Staatssekretär für Verkehr ernannt. In dieser Position war er der Ministerin für den ökologischen und solidarischen Übergang Élisabeth Borne untergeordnet. Ende 2019 hatte er den Streik der Beschäftigten im Verkehrssektor gegen die Rentenreform zu bewältigen. Im Kabinett Castex, das seit Juli 2020 amtierte, war Djebbari weiterhin für Verkehr zuständig, trägt aber den Titel eines beigeordneten Ministers. Bei der Kabinettsumbildung im Mai 2022 schied er aus der Regierung aus.